# Johannes Härtel
Johannes Heinrich Philipp Härtel (* 16. Juni 1908 in Brockau; † 9. August 1969 in Münster) war ein deutscher Offizier, Angehöriger der Organisation Gehlen und des Bundesnachrichtendienstes. Zuletzt war er als Generalmajor des Heeres der Bundeswehr stellvertretender Kommandierender General des I. Korps in Münster.

## Leben
Härtel, Sohn eines Lokomotivführers und späteren Reichsbahn-Amtmanns, trat am 5. Januar 1927 als Offizieranwärter beim Infanterie-Regiment 7 in Schweidnitz in die Reichswehr ein. Von 1932 bis 1934 war er Zugführer im Infanterie-Regiment 6 in Eutin, wo er zum Leutnant befördert wurde, und 1934 Zugführer in der 8. Kompanie des Infanterie-Regiments 6 in Lübeck.
Anschließend war er Bataillons-Adjutant und Hauptmann im Stab des Infanterie-Regiments 26 in Rendsburg und Flensburg, wurde 1937 Regiments-Adjutant im motorisierten Infanterie-Regiment 76 und 1938 Kompaniechef im motorisierten Infanterie-Regiment 69 in Hamburg-Harburg.
Am Überfall auf Polen nahm er als 1. Ordonnanzoffizier im Stab des X. Armeekorps teil und war von November 1939 bis April 1940 1. Ordonnanzoffizier im Stab der 20. Infanterie-Division in der Eifel. Von April bis Juni 1940 nahm er am 2. Generalstabslehrgang an der Kriegsakademie in Dresden teil und war von Juli 1940 bis April 1941 im Stab der Eisenbahntransportabteilung West. Anschließend war er bis September 1941 Kommandant im Transportbezirk Oppeln und wurde im August 1941 Erster Generalstabsoffizier (Ia) beim Wehrmachtstransportleiter Ost. Von Februar 1942 bis Juli 1943 war er Referent in der Planungsabteilung im Generalstab des Heeres/Oberkommando des Heeres, von Juli 1943 bis Dezember 1943 Ia der 26. Infanterie-Division in Russland (Räume Orjol, Mahiljou, Babrujsk). Zum Ende des Zweiten Weltkrieges war er, am 1. Oktober 1944 zum Oberst im Generalstab ernannt, ab Januar 1944 Chef des Transportwesens in der Planungsabteilung im Generalstab des Heeres/Oberkommando des Heeres.
Von Mai 1945 bis März 1947 war Härtel in britischer Kriegsgefangenschaft. Danach war er zunächst Leiter der deutschen Kraftfahrstaffel bei der britischen Besatzungsmacht in Hamburg. Ab Juni 1948 war er Mitarbeiter der Organisation Gehlen und ab dem 1. April 1956 des Bundesnachrichtendienstes als Angestellter der Einkommensgruppe 1.
Am 28. Juni 1956 wurde Härtel als Oberst in die Bundeswehr übernommen und zunächst als Offizierreserve zur besonderen Verwendung im Führungsstab Transportwesen im Bundesministerium der Verteidigung (BMVg) in Bonn. Von Dezember 1957 bis Oktober 1958 war er Referent für Transporträume und Verkehrsnetze im BMVg und anschließend Referent im Führungsstab der Bundeswehr (Fü B) V 7 im BMVg sowie ab August 1958 Unterabteilungsleiter Fü B IV und am 30. Juni 1960 zum Brigadegeneral ernannt.
Am 16. März 1962 übernahm er die Führung über die Panzergrenadierbrigade 11 in Bogen und im April 1964 über die 4. Panzergrenadierdivision in Regensburg. In seiner letzten Verwendung war er ab April 1966 stellvertretender Kommandierender General des I. Korps in Münster und wurde mit Ablauf des September 1968 in den Ruhestand versetzt. Knapp ein Jahr später starb er 61-jährig in Münster.
Härtel war verheiratet.

## Auszeichnungen
- Eisernes Kreuz I. Klasse
- 1968: Großes Verdienstkreuz des Verdienstordens der Bundesrepublik Deutschland[2]